# Harold E. Holt (Schiff)
Die Harold E. Holt (DE/FF-1074) war eine Fregatte der Knox-Klasse. Sie stand von 1971 bis 1992 im Dienst bei der United States Navy. Sie war nach Harold Holt (* 5. August 1908 in Sydney; † 19. Dezember 1967), dem 17. australischen Premierminister, benannt.

## Geschichte
Die Harold E. Holt wurde am 11. Mai 1968 bei Todd Pacific Shipyards in San Pedro, Kalifornien auf Kiel gelegt. Der Stapellauf erfolgte am 3. Mai 1969, die Indienststellung bei der Navy am 26. März 1971.
Das Schiff war der Pazifikflotte zugeteilt, der Heimathafen war Pearl Harbor. Im Mai 1975 war die Holt an der Bergung der Mayaguez beteiligt, die von Roten Khmer mit ihrer Besatzung entführt worden war.
Am 2. Juli 1992 wurde die Fregatte außer Dienst gestellt, sie verblieb noch bis zum 11. Januar 1995 im Schiffsregister der Navy. Die Harold E. Holt wurde am 10. Juli 2002 während der SINKEX 2002 von der Paul F. Foster versenkt.